# Beaufort, Nord
Beaufort är en kommun i departementet Nord i regionen Hauts-de-France i norra Frankrike. Kommunen ligger i kantonen Hautmont som tillhör arrondissementet Avesnes-sur-Helpe. År 2022 hade Beaufort 1 008 invånare.

## Befolkningsutveckling
Antalet invånare i kommunen Beaufort
| Referens: INSEE |